# Braća Kray
Reginald "Reggie" Kray (24. listopada 1933. – 1. listopada 2000.) i njegov blizanac Ronald "Ronnie" Kray (24. listopada 1933. – 17. ožujka 1995.) bili su glavni predstavnici organiziranog kriminala u Londonskom East Endu tijekom 1950-ih i 1960-ih. Braća Kray stekla su svoj zloglasni status sudjelovanjem u oružanim pljačkama, paleži, reketarenju, nasilnim napadima uključujući i ubojstva Georgea Cornella i Jacka McVitieja. Kao vlasnici noćnog kluba na West Endu, Krayjevi su bilu u kontaktu s brojnim zabavljačima kao što su Diana Dors, Frank Sinatra, Judy Garland, ali i političarima. To im je omogućilo sticanje svojevrsnog imuniteta, ali i ozloglašenog statusa u njihovoj sredini. Njihova slava išla je do tolikih granica da ih je fotografirao slavni fotograf David Bailey i da su davali televizijske intervjue. Uhapšeni su 9. svibnja 1968., a osuđeni 1969. zahvaljujući radu tima kojeg je predvodio detektiv Leonard "Nipper" Read. Presuda je glasila na doživotni zatvor.
Ronnie je ostatak života proveo u psihijatrijskoj bolnici Broadmoor, gdje je umro 17. ožujka 1995. Brat Reggie pušten je iz zatvora u kolovozu 2000. godine iz samilosti, no na slobodi je boravio samo 8 tjedana, do 1. listopada, kada je umro od raka.

## Rani život
Ronnie i Reggie Kray rođeni su 24. listopada 1933. u Hoxtonu u istočnom Londonu kao sinovi Charlesa Davida "Charlieja" Krayja, starijeg (10. ožujka 1907. – 8. ožujka 1983.), trgovca zlatom, i Violet Lee-Kray (5. kolovoza 1909. – 4. kolovoza 1982.). Reggie je rođen nekih 10 minuta prije brata Ronnieja. Njihovi roditelji već su imali jednog sina, Charlieja Krayja, mlađeg (9. srpnja 1926. – 4. travnja 2000.). Imali su i kći, Violet, no ona je preminula u djetinjstvu. Blizanci su, u dobi od 3 godine, oboljeli od difterije, ali su se uspješno oporavili. Godine 1942., blizanci su se toliko potukli da je Ronnie zadobio takvu ozljedu glave koja ga je skoro ubila. Obitelj Kray bila je irskog i židovskog porijekla, a neki izvori čak su navodili i rumunjsko porijeklo.
Godine 1938., nakon života u ulici Stene, u Hoxtonu, Krayjevi se sele na adresu 178 Vallance Road, u londonskom East Endu. Početkom Drugog svjetskog rata, Charlie Kray stariji dobio je poziv u vojsku, no instantno je pobjegao, putujući zemljom kao trgovac, izbjegavajući zakon. Blizanci su tako ostali sa svojom pretjerano protektivnom majkom koja je u Vallance Roadu stvorila sigurnu kuću za svoju djecu, nadajući se kako će ih zaštiti od okrutnog svijeta i opasnog East Enda. Tijekom djetinjstva su imali nekolicinu uzora, među kojima je možda i najvažniji bio njihov djed s majčine strane, Jimmy "Cannonball" Lee, koji ih je naveo na bavljenje boksom, tada popularnim sportom među radničkim obiteljima East Enda. Blizanci su postizali iznimne rezultate u boksu, a posebnu motivaciju pružalo im je rivalstvo koje se razvilo među njima. Pričalo se kako do svoje 19. godine, kada su postali profesionalci, nisu izgubili nijedan meč. Ipak, bavljenje boksom imalo je i svoju negativnu stranu - velik broj ilegalnih, amaterskih mečeva osigurao im je ozloglašeni status na ulicama East Enda. Borba s jednim bratom automatski je bila borba i s drugim bratom. Uspješan boksač bio je i njihov brat, Charlie, ali je, unatoč kasnijoj kriminalnoj karijeri, uvijek bio znatno povučeniji od blizanaca.
Školovanje su započeli u školi Wood Close, da bi se kasnije prebacili u školu u ulici Daniel. Ipak, već su u ranoj dobi pokazivali problematičnu narav, no svi svjedoci bili su previše prestrašeni da bi išta rekli. Ronnie je bio posebno ćudljiv, znatno manjih intelektualnih sposobnosti i očigledno zatvoreniji. Biograf John Pearson je kao uzrok naveo brojne bolesti koje je Ronnie imao kao dječak (uključujući i difteriju), a kao posljedicu je naveo stvaranje imaginarnog svijeta koji se vrti oko karizmatičnog vodstva, koji mu je donio slavu, ali i neuspjeh. Neke kasnije studije zaključile su kako je Ronnie bolovao od paranoidne shizofrenije, čije će simptome početi pokazivati već za vrijeme službe u vojsci.

### Vojna služba
Braća Kray su lokalno bili poznati po svojoj bandi i kaosu kojeg su izazivali. Nekoliko puta su tijesno izbjegli zatvor, da bi početkom 1952. dobili poziv na izvršavanje vojnog roka u 7. pješačkoj postrojbi. Dezertirali su nekoliko puta, ali su svaki put uhvaćeni.
Dok su bili odsutni bez dopusta, Krayjevi su napali policajca koji ih je uočio na ulici i pokušao ih uhititi. Isprva su ih zatvorili u Tower of London (oni su, zapravo, bili jedni od posljednjih zatvorenika u tom zatvoru prije zatvaranja), ali su kasnije prebačeni u vojni zatvor Shepton Mallet u Somersetu gdje su mjesec dana čekali na suđenje pred vojnim sudom. Na posljetku su poslani u Canterbury, gdje im je ponašanje bilo toliko loše da su dobili nečasni otpust iz vojske. Tijekom posljednjih tjedana službe, kada se njihova sudbina već znala, pokušali su uspostaviti dominaciju nad vježbalištem iz svojih ćelija. Imali su ispade bijesa, svoju su zahodsku kantu bacili na poručnika, a u sličnoj situaciji su lonac pun vrućeg čaja bacili na čuvara, jednog su čuvara ukradenim lisičinama zavezali za rešetke ćeije, a uz sve to su i zapalili svoj krevet. U konačnici su otpušteni, ali ne prije nego što su još jednom pobjegli iz čuvareve kućice i bili uhvaćeni od strane vojske po posljednji put. Bijeg se dogodio tijekom njihovog premještaja iz jednoosobne ćelije u grupnu, kada su svog čuvara napali porculanskom vazom. Ipak, dok su nakon uhićenja čekali predaju civilnim vlastima zbog zločina koje su počinili dok su bili na slobodu, večer su proveli u Canterburyju pijući cider, jedući i pušeći cigarete koje su pripadale njihovim čuvarima.

## Kriminalna karijera
Iako su započeli kao lokalni kriminalci, Krayjevi su se tijekom godina postali najopasniji londonski kriminalci. Njihova ideja, a za nju se posebno zalagao Ronnie, bila je stvaranje Federacije kriminala, organizacije koja bi ujedinjavala sve kriminalne skupine s ciljem ostvarivanja apsolutne kontrole nad Londonom. Umjesto da se međusobno sukobljavaju, kriminalne skupine trebale bi raditi zajedno, a upravo su to Krayjevi postigli prilikom realizacije svoje ideje o Federaciji. Koliko se utjecaj te Federacije trebao širiti izvan granica Londona nije poznato, ali nikakvi značajniji uspjesi na tom planu nisu ostvareni. U sklopu vodstva Federacije, Reggie, koji i jest bio stabilniji blizanac, je bio poslovni čovjek zadužen za operativno-poslovnu stranu Federacije, dok je Ronnie, duševni bolesnik, bio zadužen za kriminalnu stranu i utjerivanje sile u čemu mu je pomagala nagla narav i brojni ispadi nekontroliranog bijesa.

### Vlasnici noćnog kluba
Na posljetku, njihov kriminalni dosje i nečasni otpust dotukli su i njihovu boksačku karijeru. Kao rezultat toga, blizanci su se okrenuli kriminalu. Kupili su stari snooker klub u Bethnal Greenu, odakle su započeli svoje protekcijsko reketarenje. Krajem 1950-ih, blizanci su već bili upleteni u oružene pljačke automobila, oružane pljačke, paleži, preko kojih su postali vlasnici nekolicine klubova i imovine. Godine 1960., Ronnie je zatvoren na 18 mjeseci zbog optužbi za reketiranje i povezanih prijetnji. Dok je ovaj boravio u zatvoru, kriminalac Peter Rachman darovao je Reggieju Esmeralda's Barn, noćni klub u Knightsbridgeu. Ovo je povećalo utjecaj blizanaca u londonskom West Endu, gdje su svraćali poznati umjetnici i uglednici, a ne lokalni kriminalci kakve su susretali po East Endu. Pomoć im je pružao bankar Alan Cooper, koji je tražio zaštitu od Richardsonovih, rivala braće Kray iz južnog Londona. U tom periodu su Krayjevi bili u ratu s drugim poznatim kriminalnim parom blizanaca, Berndanom i Danielom Gallagherom iz Islingtona.

### Status zvijezda
Tijekom 1960-ih, Krayjevi su naširoko bilo poznati kao šarmantni i bogati vlasnici noćnog kluba, a čak su bili dio londonske swing scene. Dobar dio njihove slave bio je rezultat njihovih nekriminalnih aktivnosti u sklopu celebrity kruga, o čemu svjedoči i nekoliko fotografija koje je napravio David Bailey, poznati engleski fotograf. Isto tako, Krayjevi su se družili sa zastupnicima u Parlamentu, uglednicima i brojnim zvijezdama show businessa kao što su glumci George Raft, Judy Garland, Diana Dors, Barbara Windsor ili pjevač Frank Sinatra.

### Lord Boothby i Tom Driberg
Krayjevi su dodatno eksponirani kada je u jednom članku, objavljenom u časopisu Sunday Mirror, napisano kako je Ronnie imao seksualnu vezu s Lordom Boothbyjem, britanskim konzervativnim političarem. Iako nije spomenuto nijedno ime, Boothby je zaprijetio tužbom što je rezultiralo povlačenjem časopisa, otkazom uredniku, isprikom i isplatom £40,000 Lordu Boothbyju u izvansudskoj nagodbi. Rezultat ovog incidenta bila je nevoljkost ostalih novina da se bave kriminalnom aktivnošću blizanaca.
Ronnie je Boothbyja upoznao 1963. preko sitnog kriminalca Leslieja Holta, s kojim je barun imao seksualnu aferu. Ronnie je isprva samo dovodio mladiće barunu i organizirao orgije u Cedra Courtu, osiguravši si tako brojne povlastice od baruna, ali njihov odnos se s vremenom očito intenzivirao. Zanimljivo je kako je za aferu prvi saznao pro-konzervativni Sunday Express, ali je zbog političke afilijacije odbio objaviti priču. Tek je kasnije ona došla u uredništvo Mirrora, koji je priču objavio bez spominjanja imena. Imena su se, naknadno, ipak objavila i to u njemačkom magazinu Stern.
Policija je nekoliko puta pokretala istragu protiv blizanaca, ali njihova ozloglašena reputacija uzrokovala je strah kod svih potencijalnih svjedoka. Uz sve to, postojao je i politički problem za obje velike stranke. Nije bilo u interesu ni konzervativaca, zbog ranijeg incidenta s Lordom Boothbyjem, ali ni laburista da pritišću policiju da pokrene istragu protiv blizanaca. Laburisti se morali povuči zbog glasina kako je njihov zastupnik u Parlamentu, ali i raniji vođa, Tom Driberg, također imao seksualnu aferu s Ronniejem.

### Frank Mitchell
Dana 12. prosinca 1966., blizanci su pomogli Franku Mitchellu (znanom kao "The Mad Axeman") da pobjegne iz zatvora Dartmoor. Ronnie je upoznao Mitchella dok su zajedno služili kaznu u zatvoru Wandsworth. Mitchell je smatrao kako bi vlasti trebale pregledati njegov slučaj zbog uvjetnog puštanja na slobodu, tako da je Ronnie zaključio kako će mu bijeg pomoći utoliko što će izazvati reakciju medija koja bi potakla vlasti na reviziju slučaja. Nakon što su ga izbavili iz zatvora, blizanci su Mitchella situirali u stanu jednog prijatelja u Barking Roadu. Ipak, kao krupan čovjek s mentalnim poremećajem, Mitchell je bio vrlo neugodan štićenik. Ubrzo je nestao, a njegovo tijelo nikada nije pronađeno. Krayjevi su oslobođeni optužbi za njegovo ubojstvo. Freddie Foreman, bivši član Firme (odnosno Federacije kriminala), kasnije je u svojoj autobiografiji Respect naveo kako je Mitchell ustrijeljen, a tijelo je bačeno u more.

### George Cornell
Ronnie Kray je ustrijelio Georgea Cornella u pubu The Blind Beggar u Whitechapelu 9. ožujka 1966. Ronnie je pio u drugom pubu kada je čuo da je Cornell u Blind Beggaru. U pratnji Reggiejevog vozača, Johna "Scotch Jack" Dicksona i Iana Barrieja, svog pomoćnika, Ronnie se odvezao do puba i ubio Cornella. Tik prije smrti, Cornell je rekao: "Well look who's here" (eng. "Vidi tko nam je ovdje."). Razlog ovomu leži u jednom okršaju između Krayjevih i Richardsonovih od Božića 1965., kada je Cornell, inače suradnik Richardsonovih, Ronnieja nazvao "debelim pederom". Ipak, Ronnie je ovo demantirao navodeći, kao razlog ubojstva, prijetnje koje je Cornell slao Reggieju i njemu. Rezultat je bio rat između dvaju skupina u kojemu je život izgubio Richard Hart, suradnik Krayjevih. Ubijen je 8. ožujka 1966. u klubu Mr. Smith's u Catfordu. Ronnie je Harta osvetio tako što je ubio Cornella sljedećeg dana. "Mad" Frankie Fraser je završio na sudu zbog Hartova ubojstva, ali nije proglašen krivim. Jedan član Richardsonovih rekao je da ga je vidio kako udara Harta. Cornell je bio jedini koji je iz tučnjave pobjegao u odličnom stanju, zbog čega je Ronnie smatrao kako je upleten u ubojstvo. Zahvaljujući zastrašivanju, nijedan svjedok nije surađivao s policijom.

### Jack "The Hat" McVitie
Kriminalne aktivnosti blizanaca nastavile su se iza fasade njihovog društvenog ugleda i "legalnog" posla. U listopadu 1967., četiri mjeseca nakon suicida Reggiejeve supruge Frances, Ronnie je navodno ohrabrio svog brata da ubije Jacka "The Hat" McVitieja, nižeg člana organizacije koji nije uspio izvršiti ugovoreno ubojstvo Leslieja Paynea za koje je unaprijed dobio  £1,500. McVitie je namamljen u podrum stana u ulici Evering Road, Stoke Newington gdje mu je rečeno da će se održati zabava. Kada je McVitie ušao u podrum, Reggie mu je uperio pištolj u glavu i opalio dva puta, ali pištolj nije ispalio. Tada je Ronnie obgrlio i zadržao McVitieja i predao Reggieju nož. Reggie je izbo McVitieja po glavi i trbuhu, napravivši duboke rane u vratu. Reggie je s tim nastavio i nakon što je McVitie završio mrtav na podu. Za ovo ubojstvo optuženo je nekoliko članova Federacije, uključujući i braću Tonyja i Chrisa Lambrianoua. Tony je u svojoj biografiji naveo kako je, dok ga je Reggie sakatio, McVitieju ispala jetra te su ju morali baciti u zahodsku školjku. Njegovo tijelo nikada nije pronađeno.

### Istraga "Nippera" Reada
Kada je inspektor Leonard "Nipper" Read iz Scotland Yarda prešao u Odjel za ubojstva, njegov prvi zadatak bilo je rušenje Krayjevih. Readu to nije bio prvi susret s blizancima; tijekom prve polovice 1964., istraživao je njihov slučaj, ali publicitet i službeni demanti koji su se ticali Ronove veze s Lordom Boothbyjem u potpunosti su anulirali sav dokazni materijal kojeg je prikupio. Read je novu istragu započeo 1967. godine, ali uglavnom je nailazio na tzv. "zid šutnje East Enda", koji je konstantno odgovarao svjedoke od suradnje s policijom. 
Usprkos svemu, inspektor Read je do kraja 1967. uspio skupiti dokaze protiv Krayjevih. Posjedovao je izjave svjedoka, kao i brojne druge dokaze, ali problem je bio što nije imao dovoljno za optužnicu. U jednom trenutku, istraga je postala toliko opasna i prepuna špijuna, tako da je Read službeno zatvorio istragu. Ipak, radilo se o farsi; Read je formirao tajni tim, čije je središte bilo u Tintangel Houseu, i, od načelnika Odjela za ubojstva dobio 3 mjeseca da zaključi istragu i skupi dovoljno dokaza protiv blizanaca. Službeno, ni kuća, ni Readov tim ni istraga nisu postojali, a rok od 3 mjeseca bio je dovoljan za prikupljanje dovoljnog broja dokaza protiv blizanaca.
Početkom 1968., Krayjevi su iskoristili čovjeka po imenu Alan Bruce Cooper koji je unajmio i poslao Paula Elveyja u Glasgow da kupi eksploziv za auto-bombu. Elvey je bio radijski inženjer koji je Radio Sutch, kasnije Radio City, ubacio u eter 1964. godine. Policija ga je zadržala u Škotskoj gdje je priznao da je bio sudionik u tri pokušaja ubojstva. Ipak, ove dokaze umanji je Cooper koji je rekao kako je agent Ministarstva financija Sjedinjenih Država koji istražuje povezanost između američke mafije i Krayjevih. Ta ubojsva bila su njegovo djelo kako bi smjestio Krayjevima. Read je pokušao upotrijebiti Coopera, koji je kao doušnik radio i za jednog od Readovih nadređenih, kao zamku za blizance, ali oni su ga izbjegavali.

### Uhićenje i suđenje
U konačnici, Scotland Yard je odlučio uhititi braću Kray na temelju dosad prikupljenih dokaza, nadajući se kako će se drugi svjedoci javiti kada Krayjevi budu u pritvoru. Dana 8. svibnja 1968., policija je uhitila Krayjeve i još 15 članova Federacije. Nakon završetka strahovlade Krayjevih, brojni svjedoci su se javili policiji, tako da je bilo relativno jednostavno osuditi ih. Na zatvorsku kaznu su osuđeni blizanci i još 14 članova, a samo jedan je oslobođen. Jedan od članova Federacije koji je dao brojne informacije policiji je uhićen, ali je ubrzo pušten. Od ukupno 17 službenih članova Federacije, 16 ih je uhićeno i osuđeno. Obrana koju su blizanci zastupali preko svog odvjetnika, Johna Platts-Millsa, sastojala se od slabog negiranja optužbi i diskreditiranja svjedoka isticanjem njihovih kriminalnih prošlosti. Sudac Sir Melford Stevenson je rekao: "Po mom mišljenju, društvo je zaslužilo ostatak vaše djelatnosti." Obojica su osuđena na dožitovni zatvor zbog ubojstva Cornella i McVitieja, uz rok uvjetnog puštanja na slobodu od minimalno 30 godina. To je najveća kazna za ubojstvo ikad izređena na sudu Old Bailey, središnjem kaznenom sudu u Londonu. Treći brat, Charlie Kray, osuđen je na 10 godina zatvora zbog umiješanosti u ubojstva.

### Boravak u zatvoru
Dana 11. kolovoza 1982., pod strogim osiguranjem, Ronnie i Reggie su dobili dopuštenje prisustvovanja sprovodu svoje majke Violet, koja je umrla od raka tjedana dana renije, ali im nije dopušteno prisustvovanje misi na groblju u istočnom Londonu, gdje je majka pokopana, u obiteljskoj grobnici Krayjevih. Misi su prisustvovale poznatih osoba kao Diana Dors i poznati ljudi iz podzemlja povezani s Krayjevima. Blizanci nisu tražili dopuštenje za odlazak na očev sprovod, sedam mjeseci kasnije, u ožujku 1983. godine; razlog tomu bilo je izbjegavanje publiciteta koji je okruživao sprovod njihove majke.

## Smrti
Ronnieju Krayju je još jednom potvrđen status duševnog bolesnika te je ostatak svog života proveo u psihijatrijskoj bolnici Broadmoor, Crowthorne, gdje je i umro od teškog srčanog udara 17. ožujka 1995., u dobi od 61 godine. Njegov sprovod održan je 29. ožujka 1995.; bio je to masivno posjećen događaj na kojemu su se ljudi gurali u redovima na ulici.
Reggie Kray je bio zatvorenik A kategorije, otuđen gotovo svih sloboda i bez mogućnosti miješanja s drugim zatvorenicima. Ipak, kasnije je degradiran u zatvorenika C kategorije i premješten u zatvora Wayland u Norfolku.
Godine 1985., službenici u Broadmooru su otkrili Ronovu vizitku koja je potakla istragu koja je otkrila da su blizanci (koji su tada već bili odvojeni), zajedno s bratom Charliejem i još jednim suradnikom koji nije bio u zatvoru, vodili lukrativni zaštitarski i tjelohraniteljski servis za Hollywoodske zvijezde po imenu Krayleigh Enterprise. Dokumenti koji su kasnije objavljeni sukladno Zakonu o slobodi informacija otkrivaju kako su službenici bili zabrinuti oko tog posla, pozvali Krayleigh Enterprises, ali kako su smatrali da ne postoji pravna osnova da se on zatvori. Daljnji dokumenti su otkrili kako je Frank Sinatra 1985. unajmio čak 18 tjelohranitelja preko Krayleigh Enterprisea.
Tijekom zatvora, Reggie je obnovio svoju vjeru. Nakon što je odslužio više od preporučenih 30 godina koje su određene u presudi 1969., Reggie je konačno pušten iz zatvora 26. kolovoza 2000., malo prije svog 67. rođendana. Pušten je iz samilosti jer mu je dijagnosticiran neizlječiv rak mjehura. Posljednje tjedne života proveo je sa suprugom Robertom, koju je oženio u srpnju 1997. dok je boravio u zatvoru Maidstone, u apartmanu u hotelu Townhouse u Norfolku, nakon što je 22. rujna 2000. pušten iz bolnice. Dana 1. listopada 2000., Reggie Kray je preminuo u snu. Deset dana nakon, pokopan je na groblju Chingford pored brata Ronnieja.
Stariji brat, Charlie Kray, pušten je iz zatvora 1975., nakon odsluženih 7 od 10 godina, ali je već 1997. ponovo završio u zatvoru zbog pokušaja krijumčarenja kokaina. Umro je od starosti u zatvoru, 4. travnja 2000., šest mjeseci prije Reggieja.

## Privatni životi
Unatoč negativnim kuluturološkim stavovima tog vremena, Ronnie je bio otvoreni biseksualac, o čemu svjedoče njegova knjiga My Story i iskaz kojeg je dao piscu Robinu McGibbonu, kojemu je rekao: "Ja sam biseksualac, ne gay. Biseksualac." Također, tijekom 1960-ih planirao je oženiti djevojku po imenu Monica s kojom je bio u vezi gotovo 3 godine. O njoj je govorio da je "najljepša žena koju je ikada vidio". Taj podatak naveden je u Reggiejevoj knjizi Born Fighter. Isto tako, neki podatci dostupni su i u Ronovoj knjizi, ali i u knjizi Sorted Kate Kray. Uhićen je prije nego što je imao šansu oženiti se Monicom, a čak i nakon što se ova udala za njegova bivšeg dečka, 59 pisama koje joj je slao u periodu od svibnja do prosinca 1968. dok je bio u zatvoru, jasno dokazuju kako je još imao snažne osjećaje prema njoj i kako ju je snažno volio. Nazivao ju je "moj mali anđeo" i "moja mala lutkica". Ona je također imala osjećaje prema njemu. Pisma su prodana na aukciji 2010. godine.
Reggie je jednom prilikom imao jednonoćnu avanturu s Barbarom Windsor, čiji je lik, Peggy Mitchell iz EastEndersa navodno baziran na Reggiejevoj majci Violet. Ipak, čak je i on pokazivao određene sklonosti prema muškarcima.
U jednom intervjuu kojeg je dao piscu Johnu Pearsonu, Ronnie se poistovijetio s britanskim časnikom Gordonom od Kartuma, objasnivši to ovako: "Gordon je bio kao ja, homić, i dočekao je svoju smrt kao pravi muškarac. Kad bude moje vrijeme da odem, nadam se da ću i ja."
Nakon njihova uhićenja i smrti, braća Kray postala su predmet urbane legende. Prema legendi, s obzirom na to da nisu imali djece, njihova sperma je zaleđena i sačuvana kako bi se pronašla surogat majka koja će roditi njihove nasljednike. Prema legendi, Krayjevi bi tako trebali oživjeti i nastaviti svoju strahovladu. Ova legenda, kombinirana sa stvarnim slučajem Kray, bila je podloga za radnju druge sezone serije Whitechapel.

## Braća Kray u popularnoj kulturi
- Piranha Brothers, skeč popularne britanske skupine Monty Python koji parodira Krayjeve.
- The Krays, britanski film iz 1990. koji govori o braći Kray.
- Legenda o braći Kray bila je glavna tema druge sezone serije Whitechapel, u kojoj dvojica blizanaca (Johny i Jimmy Kray), misleći da su sinovi Ronnieja Krayja, oživljavaju legendu i imitiraju karijeru i ubojstva braće Kray. Tijekom sezone, vrše se brojne reference na stvarni slučaj braće Kray, a otkrivaju se i brojni podatci i autentični izvori iz tog razdoblja.
- U pjesmi The Last Of The Famous International Playboys pjevača Morrisseya spominju se Ronnie i Reggie Kray.

## Publikacije
- Reg & Ron Kray: Our Story (1989) – ISBN 0-330-30818-1
- Reg Kray: Born Fighter (1991) - ISBN 0-09-987810-0
- Ron Kray: My Story (1994) –  ISBN 0-330-33507-3
- Reggie Kray: A Way of Life: Over Thirty Years of Blood, Sweat and Tears (2001) – ISBN 0-330-48511-3

## Vanjske poveznice
- The Kray Twins: Brothers In Arms na Crime Library
- Krays BBC TV interview (1965)
- BBC: On this day...1969: Kray twins guilty of McVitie murder, Richard Whitmore's BBC report on the Kray murder trial
- "200 years of The Krays' Family History" from Time Detectives